# Enrico Pau
Enrico Pau (Cagliari, 1956) è un regista italiano.

## Biografia
Si è laureato in Lettere con una tesi dedicata all'opera degli scenografi e registi Adolphe Appia e Edward Gordon Craig. È stato professore di italiano nelle scuole superiori e ha collaborato come professore a contratto con l'Università di Cagliari dove ha insegnato  Storia del teatro. Ha svolto  attività didattica per il Celcam, "Centro per l'educazione ai linguaggi del cinema, degli audiovisivi e della multimedialità". È giornalista pubblicista e collabora dalla fine degli anni ottanta, in qualità di cronista teatrale, con la pagina culturale del quotidiano sassarese La Nuova Sardegna.
Alla fine degli anni settanta inizia la sua collaborazione con la sede locale della Rai scrivendo, conducendo e dirigendo programmi e sceneggiati radiofonici in collaborazione con Carlo Antonio Borghi e Aldo Tanchis. Collabora come attore con alcune compagnie teatrali della sua città, in particolare con la Cooperativa Teatro di Sardegna Il Crogiuolo di Mario Faticoni e il Palazzo d'inverno fondato da Rino Sudano.
Nel 1996 esordisce nel cinema con il cortometraggio La volpe e l'ape: il corto vince il primo premio al Festival di Bologna - Visioni italiane e viene selezionato in concorso al Festival international du court métrage de Clermont-Ferrand e al festival Premiers Plans di Angers. Nel 1999 realizza il suo documentario Storie di pugili, che racconta le vicende umane di sette grandi pugili sardi. Il suo esordio nel lungometraggio avviene nel 2001, quando scrive (con Aldo Tanchis) e dirige Pesi leggeri, storia ambientata nelle periferie cagliaritane che racconta la vita di due giovani pugili.
Del 2006 è invece Jimmy della collina, opera è tratta da un romanzo breve di Massimo Carlotto e sceneggiata dal regista con Antonia Iaccarino. Il film, in concorso al festival di Locarno, racconta, mischiando finzione e realtà, l'esperienza della comunità di recupero per giovani carcerati "La collina" creata a Serdiana da don Ettore Cannavera. Dirige quindi L'anatema di Aquilino, breve documentario dedicato al poeta e ambientalista cagliaritano Aquilino Cannas. Del 2015 è L'accabadora, scritto ancora con Antonia Iaccarino. Un film che affronta il tema dell'eutanasia guardandolo dalla prospettiva del passato. Nel 2023 esce il documentario L'ombra del fuoco, presentato in anteprima mondiale al Trento Film Festival, e racconta i risultati del recente incendio del Montiferru avvenuto nel 2021, dal punto di vista degli abitanti locali, e soprattutto della natura.

## Filmografia
- La volpe e l'ape (1996) - Cortometraggio
- Storie di pugili (1999) - Documentario
- Pesi leggeri (2001)
- Jimmy della collina (2006)
- Voci sul mare (2008) - Documentario
- L'anatema di aquilino (2012) - Documentario
- L'accabadora (2015)
- L'ombra del fuoco (2023) - Documentario